# Mike Zettel
Michael Peter „Mike“ Zettel (* 18. September 1953 in Guelph, Ontario; † 13. April 2023 in Elora, Ontario) war ein kanadischer Eishockeyspieler und ‑trainer. Bekanntheit in Deutschland erlangte er als Trainer der Krefeld Pinguine, die er 1995 in das Play-off-Halbfinale der Deutschen Eishockey Liga führte. Später trainierte er unter anderem die Moskitos Essen.

## Karriere
Mike Zettel begann 1970 bei den Kitchener Rangers zu spielen. Hatte er dort in der Saison 1970/71 noch sechs Spiele, stand er in der folgenden Saison nur noch einmal auf dem Feld. In der Saison 1978/79 spielte er dann beim EV Füssen, und 1980/81 beim ESV Kaufbeuren. Anschließend wechselte er zum VfL Bad Nauheim, wo er wiederum eine Saison lang blieb, bevor er 1982/83 bei der Düsseldorfer EG spielte.
Seine Trainerkarriere begann er in der Saison 1989/90 beim EHC Freiburg. Ab 1990/91 trainierte er dann den Krefelder EV. Dort blieb er bis 1995 und machte ab der Saison 1996/97 beim EHC Biel weiter. In der Saison 1998/99 und der Saison 1999/00 trainierte er die Revierlöwen Oberhausen, in der Saison 2000/01 und der Saison 2001/02 zeitgleich die ESC Moskitos Essen und die Revierlöwen Oberhausen. Danach wechselte er zu Graz 99ers, wo er von 2003 bis 2006 Trainer war. In der Saison 2005/06 trainierte er zudem EHC Black Wings Linz. 2006/07 war er bei EHC Chur Trainer, 2017/18 bei den University of Waterloo Warriors.
Am 13. April 2023 starb er im Alter von 69 Jahren.

## Erfolge und Auszeichnungen
- 1984 Spengler-Cup-Gewinn mit dem Team Canada